# Final da Primeira Liga do Brasil de 2017
A final da Primeira Liga do Brasil de 2017 foi realizada em 4 de outubro no Estádio do Café, na cidade de Londrina, Brasil. Foi a segunda final desta competição.
Foi disputada entre o Londrina e o Atlético Mineiro, aonde, após um empate sem gols no tempo normal e também na prorrogação, a disputa terminou nos pênaltis. Após as cobranças regulares e com o placar final de 4 a 2, o time da cidade conquistou o título da competição.

## Detalhes da partida
| 4 de outubro | Londrina | 0 – 0  | Atlético Mineiro | Estádio do Café, Londrina                                                 |
| 21:45        |          | Súmula |                  | Público: 15 735 Renda: R$ 383.920,00 Árbitro: SC Bráulio da Silva Machado |

|                                 |       | Penalidades                               |  |
| Jumar Edson Silva Ayrton Dirceu | 4 – 2 | Fábio Santos Robinho Clayton Rafael Moura |  |

| Londrina | Atlético-MG |

|                 |    |                  |                               |     |
|                 |    |                  |                               |     |
| G               | 1  | César            |                               |     |
| LD              | 2  | Lucas Ramon      |                               |     |
| Z               | 3  | Dirceu           |                               |     |
| Z               | 4  | Edson Silva      |                               |     |
| LE              | 6  | Ayrton           | Penalizado com cartão amarelo |     |
| V               | 5  | Jumar            |                               |     |
| V               | 8  | Rômulo           |                               | 68' |
| V               | 11 | Jardel           | Penalizado com cartão amarelo |     |
| A               | 7  | Artur            |                               |     |
| A               | 10 | Negueba          | Penalizado com cartão amarelo |     |
| A               | 9  | Carlos Henrique  |                               | 81' |
| Suplentes:      |    |                  |                               |     |
| G               | 12 | Alan             |                               |     |
| G               | 22 | Victor Golas     |                               |     |
| Z               | 13 | Marcondes        |                               |     |
| Z               | 14 | Silvio           |                               |     |
| Z               | 23 | Italo            |                               |     |
| LD              | 15 | Reginaldo        |                               |     |
| LE              | 16 | Quaresma         |                               |     |
| V               | 17 | Bidía            |                               |     |
| M               | 18 | Thiago Lopes     |                               |     |
| M               | 19 | Marcinho         |                               | 68' |
| A               | 20 | William Henrique |                               |     |
| A               | 21 | Safira           |                               | 81' |
| Treinador:      |    |                  |                               |     |
| Claudio Tencati |    |                  |                               |     |

|                     |    |                 |                               |     |
|                     |    |                 |                               |     |
| G                   | 1  | Victor          |                               |     |
| LD                  | 29 | Alex Silva      |                               |     |
| Z                   | 30 | Gabriel         |                               |     |
| Z                   | 2  | Felipe Santana  |                               |     |
| LE                  | 6  | Fábio Santos    |                               |     |
| V                   | 21 | Adilson         | Penalizado com cartão amarelo |     |
| V                   | 8  | Elias           |                               |     |
| M                   | 10 | Juan Cazares    |                               | 80' |
| M                   | 20 | Valdívia        |                               | 68' |
| A                   | 7  | Robinho         |                               |     |
| A                   | 9  | Fred            |                               | 77' |
| Suplentes:          |    |                 |                               |     |
| G                   | 32 | Uilson          |                               |     |
| G                   | 40 | Cleiton         |                               |     |
| Z                   | 4  | Frickson Erazo  |                               |     |
| Z                   | 23 | Matheus Mancini |                               |     |
| Z                   | 36 | Bremer          |                               |     |
| LE                  | 14 | Mansur          |                               |     |
| LE                  | 31 | Leonan          |                               |     |
| V                   | 25 | Yago            |                               |     |
| V                   | 85 | Roger Bernardo  |                               |     |
| M                   | 92 | Marlone         |                               | 80' |
| A                   | 13 | Rafael Moura    |                               | 77' |
| A                   | 99 | Clayton         |                               | 68' |
| Treinador:          |    |                 |                               |     |
| Oswaldo de Oliveira |    |                 |                               |     |

| Bandeirinhas: Carlos Berkenbrock Rafael da Silva Alves Quarto árbitro: Leonardo Sigari Zanon Avaliador: Antônio Denival de Morais Delegado: Jair Rodrigues Pereira |

## Premiação
| Primeira Liga de 2017        |
| Paraná                       |
| ---------------------------- |
| Londrina Campeão (1º título) |